# Je ne sais quoi
Je ne sais quoi, est une chanson interprétée par la chanteuse islandaise Hera Björk, à l'occasion de présenter le pays à l'Eurovision de 2010 à Oslo, le 29 mai, qui est écrite et composée par Örlygur Smári et Hera Björk.

## Classements
| Chart (2010)     | Meilleure position |
| ---------------- | ------------------ |
| Belgique (Néer.) | 27                 |
| Finlande         | 17                 |
| Islande          | 1                  |
| Suède            | 49                 |
| Suisse           | 64                 |
| Royaume-Uni      | 131                |